# Appias (género)
Appias, comummente chamada de papagaios ou albatrozes, é um género de borboletas na subfamília de borboletas Pierinae (brancas), encontrada na África e sul da Ásia.

## Espécies
Listadas por ordem alfabética:
- Appias ada (Stoll, [1781])
- Appias aegis (Felder, C & R Felder, 1861)
- Appias albina (Boisduval, 1836)
- Appias aroa (Ribbe, 1900)
- Appias athama (Blanchard, 1848)
- Appias caeca (Corbet, 1941)
- Appias cardena (Hewitson, [1861])
- Appias celestina (Boisduval, 1832)
- Appias clementina (Felder, C, 1860)
- Appias dolorosa (Fruhstorfer, 1910)
- Appias drusilla (Cramer, [1777])
- Appias epaphia (Cramer, [1779])
- Appias galene (Felder, C & R Felder, 1865)
- Appias hero (Fabricius, 1793)
- Appias hombroni (Lucas, 1852)
- Appias inanis (van Eecke, 1913)
- Appias indra (Moore, 1857)
- Appias ithome (C. & R. Felder, 1859)
- Appias lalage (Doubleday, 1842)
- Appias lalassis Grose-Smith, 1887
- Appias lasti (Grose-Smith, 1889)
- Appias leis (Geyer, [1832])
- Appias libythea (Fabricius, 1775)
- Appias lyncida (Cramer, [1777])
- Appias maria (Semper, 1875)
- Appias mata (Kheil, 1884)
- Appias melania (Fabricius, 1775)
- Appias nephele Hewitson, [1861]
- Appias nero (Fabricius, 1793)
- Appias nupta (Fruhstorfer, 1897)
- Appias olferna (Swinhoe, 1890)
- Appias panda (Fruhstorfer, 1903)
- Appias pandione (Geyer, [1832])
- Appias paulina (Cramer, [1777])
- Appias perlucens (Butler, 1898)
- Appias phaola (Doubleday, 1847)
- Appias phoebe (C. & R. Felder, 1861) Appias phoebe
- Appias placidia (Stoll, [1790])
- Appias punctifera (d'Almeida, 1939)

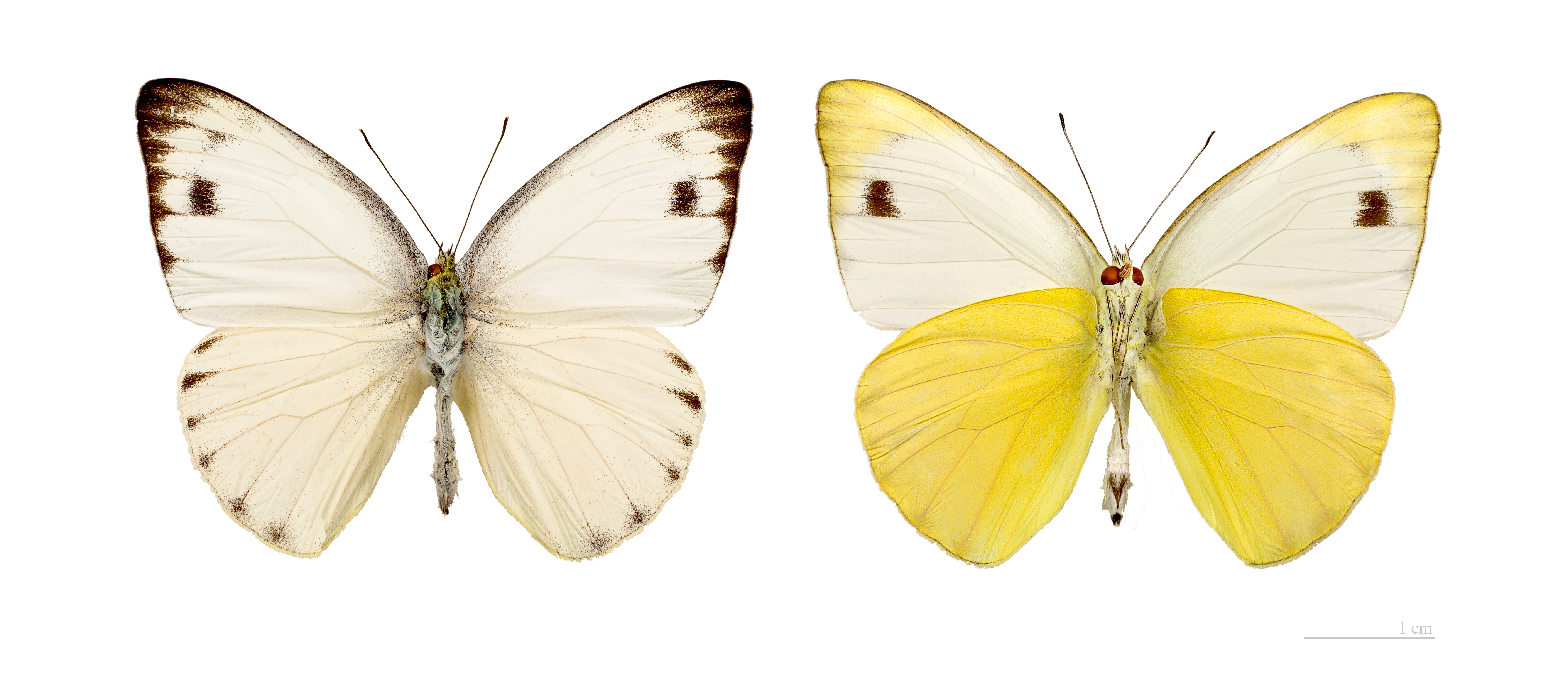
Appias phoebe

- Appias remedios (Schröder & Treadaway, 1990)
- Appias sabina (C. & R. Felder, [1865])
- Appias sylvia (Fabricius, 1775)
- Appias waltraudae (Schröder, 1977)
- Appias wardii (Moore, 1884)
- Appias zarinda (Boisduval, 1836)